# 주 무왕
주 무왕(周 武王, ? ~ 기원전 1043년)은 주나라의 제1대 천자이다. 성은 희(姬), 이름은 발(發)이다. 주 문왕의 아들이다.

## 생애
서주 시대 청동기 명문에는 무(珷)라는 글자로 나타내고 있다. 그는 정의롭고 유능한 지도자로 여겨진다. 주공 단(周公 旦)은 그의 형제였다.
주 무왕은 주 문왕(周文王)의 차남으로 왕위에 오른 후에 그의 아버지의 유언을 달성하기 위해 노력하였다. 그것은 상나라(商)를 격파하는 것이었는데, 무왕은 현명한 관료를 등용하였고, 특히 재상으로 강태공을 기용하였다. 그는 군사(軍師)였다. 결과적으로 주나라는 강대화되었다.
기원전 1048년 무왕은 맹진에서 제후들의 회합을 요청하고 800명 이상의 제후가 참석하였다. 기원전 1046년에는 상나라 정부가 파탄상태가 되고 무왕은 많은 인접 제후와 함께 공격을 시작하였다. 무예의 전투에서 상나라 군대는 파괴돠었고 상나라의 주왕(紂王, 제신)은 궁을 불태우고 분사하였다.
전쟁에서 승리하여 무왕은 중국을 통일했으며 그의 형제와 장군들의 많은 제후국을 세웠다. 그는 즉위 3년 후 기원전 1043년에 사망하였다.

## 가계

### 조부모
- 조부 : 계력(季歷)
- 조모 : 태임(太任)

### 부모
- 부친 - 주 문왕(周 文王) 희창(姬昌)
- 모친 - 태사(太姒)

### 형제
- 큰형(문왕 장남) : 백읍고(伯邑考)，모친은 태사
- 첫째동생(문왕 삼남) : 관숙 선(管叔 鮮)，모친은 태사, 동생 채숙 탁(蔡叔 度)과 곽숙 처(霍叔 處)와 함께 '주초삼감(周初三監)'이라고 지칭됨, 이들은 은나라 완군(頑軍) 유민들을 감호하였음, 후에 채숙 탁, 곽숙 처, 무경(武庚)과 함께 삼감지란(三監之亂)을 일으켜 동생 주공 단(周公 旦)을 성토하고자 하였으나, 전투에서 패배하여 사살되었고 봉국은 철폐되었다.
- 둘째동생(문왕 사남) : 주공 단(周公 旦)，모친은 태사
- 셋째동생(문왕 오남) : 채숙 탁(蔡叔 度)，모친은 태사, 삼감지란(三監之亂)에서 패배하여, 곽린(郭隣)으로 유배되었다가 천소(遷所)에서 사망하였다. 주공은 채숙 탁의 아들 채중(蔡仲)으로 하여금 제후 자리를 잇게 하였다.
- 넷째동생(문왕 육남) : 강숙 봉(康叔 封)，혹은 위강숙(衛康叔), 모친은 태사, 삼감지란 평정 이후 전대 상조(商朝)의 마지막 수도 조가(朝歌)에 위(衛)나라를 세웠고 '강숙'의 봉국을 위나라로 옮겼다.
- 다섯째동생(문왕 칠남) : 성숙 무(郕叔 武)，모친은 태사
- 여섯째동생(문왕 팔남) : 곽숙 처(霍叔 處)，모친은 태사, 삼감지란에서 패배하여 서민으로 강등되었다. 주공은 곽숙 처의 아들로 하여금 제후자리를 잇게 하였다.
- 일곱째동생(문왕 구남) : 모숙 정(毛叔 鄭)，모친은 태사
- 여덟째동생(문왕 십남) : 담계 재(聃季 載)，모친은 태사, 형 강숙 봉이 재를 담(聃, 지금 河南省 潁州 서쪽)나라에 봉하였고 周司空이 되어 주 성왕(周 成王)을 보좌하였다.
- 아홉째동생(문왕 십일남) : 곡숙(郜叔)
- 열째동생(문왕 십이남) : 옹백(雍伯)
- 열한째동생(문왕 십삼남) : 조숙 진탁(曹叔 振鐸)
- 열두째동생(문왕 십사남) : 착숙 수(錯叔 繡)
- 열셋째동생(문왕 십오남) : 필공 고(畢公 高)
- 열넷째동생(문왕 십육남) : 원백(原伯)
- 열다섯째동생(문왕 십칠남) : 풍후(豊侯)
- 열여섯째동생(문왕 십팔남) : 순백(郇伯)

### 처첩
- 읍강(邑姜)，강성(姜姓)，제 태공(齊 太公) 강여상(姜呂尙)의 딸

### 자녀
- 주 성왕(周 成王) 송(誦) : 주 무왕과 읍강의 소생
- 우숙(邘叔)
- 당숙 우(唐叔 虞) : 주 무왕과 읍강의 소생
- 응후(應侯)
- 한후(韓侯)
- 대희(大姬) : 장녀, 진 호공(陳 胡公) 만(滿)의 처

| 전 임 - | 제1대 주나라의 천자 | 후 임 아들 성왕 송 |